# Schreuders Sport
Schreuders Sport International B.V. (SSI) is Nederlandse groothandel in sportartikelen en een der grootste importeurs van deze artikelen in Europa. Ook exporteert de firma naar tal van Europese landen. Het bedrijf is gevestigd in Leerdam.
Onder de wintersportartikelen nemen de schaatsen een prominente rol in. Deze worden tegenwoordig in China vervaardigd. Schreuders levert de wat goedkopere schaatsen.

## Geschiedenis
Het bedrijf is opgericht in 1918 door P.L. Schreuders als een handel in touw- en borstelwerk, hengelsportartikelen en stalbenodigdheden. In 1949 werd de zaak overgenomen door N.H. Emck. Deze familie is nog steeds in bezit van het bedrijf.
In 1949 startte men met de verkoop van elektrische huishoudelijke artikelen en in 1963 met de verkoop van touwwerk en plastic artikelen. De zaak breidde uit en er werd zelfs een rijnaak en een aantal nissenhutten aangeschaft voor de opslag.
In 1980 kwam de nieuwbouw gereed en in 1990 werd de VOF omgezet in een B.V. Vanaf dat moment is het snel gegaan en is het uiteindelijk uitgebreid tot de grootte zoals het nu is. Het bedrijf is onder meer nu groot in schaatsen, skates en winterartikelen. Schreuders Sport voert onder meer de volgende sportmerken: Avento, Abbey Camp, Nijdam, Starling en Waimea.